# Frank A. Mathews
Frank Asbury Mathews Jr. (* 3. August 1890 in Philadelphia, Pennsylvania; † 5. Februar 1964 in Camden, New Jersey) war ein US-amerikanischer Politiker. Zwischen 1945 und 1949 vertrat er den Bundesstaat New Jersey im US-Repräsentantenhaus.

## Werdegang
Frank Mathews besuchte die öffentlichen Schulen in Palmyra. Zwischen September 1917 und Mai 1919 diente er während des Ersten Weltkrieges in der United States Army in Europa. Nach einem anschließenden Jurastudium an der Law School der Temple University in Philadelphia und seiner 1919 erfolgten Zulassung als Rechtsanwalt begann er in Camden in diesem Beruf zu arbeiten. Zwischen 1929 und 1933 fungierte Mathews als Bezirksrichter im ersten Gerichtsbezirk des Burlington County. Von 1933 bis 1944 war er einer der juristischen Berater der Autobahnverwaltung seines Staates. Danach war er von 1944 bis 1945 stellvertretender Attorney General von New Jersey.
Politisch war Mathews Mitglied der Republikanischen Partei. Nach dem Rücktritt des Kongressabgeordneten D. Lane Powers wurde er bei der fälligen Nachwahl für den vierten Sitz von New Jersey als dessen Nachfolger in das US-Repräsentantenhaus in Washington, D.C. gewählt, wo er am 6. November 1945 sein neues Mandat antrat. Nach einer Wiederwahl konnte er bis zum 3. Januar 1949 im Kongress verbleiben. Diese Zeit war von den Folgen des Zweiten Weltkrieges und dem beginnenden Kalten Krieg bestimmt.
Im Jahr 1948 verzichtete Mathews auf eine erneute Kongresskandidatur. Zwischen 1949 und 1953 war er erneut stellvertretender Attorney General seines Staates; danach praktizierte er wieder als Rechtsanwalt. Er starb am 5. Februar 1964 in Camden und wurde in Palmyra beigesetzt.